# Hans Thomissøn
Hans Thomissøn, også Hans Thomesen (1. marts 1532 – 22. september 1573) var en dansk præst og salmedigter, født i Hygum i Tørning Len, hvor hans fader, Thomas Knudsen, var den første evangeliske sognepræst samt provst i Frøs og Kalslund Herreder.

## Uddannelse og første embede
Efter at have søgt skolen i Ribe kom Thomissøn til universitetet, hvor han især knyttede sig til Niels Hemmingsen. 1553 drog han som hovmester for tre unge adelsmænd af slægten Venstermand til Wittenberg, hvor han 1555 tog magistergraden. Efter sin hjemkomst blev han 1557 af biskop Hans Tausen kaldet til rektor ved Ribe Skole. Her begyndte han med flid at sysle med dansk salmedigtning og salmesang, især tilskyndet derved, at det var hans embedsgerning at lede skoledisciplenes deltagelse i kirkesangen.

### Mindetale for Christian III
Efter Christian 3.s død forfattede og foredrog han ved en sørgehøjtid i Ribe en latinsk mindetale, hvori han udførlig og med ikke ringe dygtighed gav en karakteristik af den afdøde konge og fremstillede hans fortjenester; navnlig har talen historisk betydning ved de træk, den meddeler fra kongens ellers lidet kendte ungdomsår. Det er at antage, at denne tale, som blev trykt i Basel 1560 - optrykt sidst i Hans Grams udgave af Niels Krags Annales Christiani III - i ikke ringe grad har tjent til anbefaling for den unge fremadstræbende forfatter; thi da han ved nytårstid 1561 havde søgt adgang til Frederik 2., som da opholdt sig på Emsborg (Øm Kloster), og ved den lejlighed vistnok havde overrakt talen, opnåede han en anbefaling til universitetet, hvori kongen bad professorerne at "fordre og fremme ham til det bedste og efter lejligheden gøre deres flid, at de kunde fly ham til et kald enten ved universitetet eller andensteds, eftersom de kunde formærke, at han var lærd og duelig til".

### Kaldet til sognepræst ved Vor Frue Kirke i København
Da kongen ikke længe efter kom til Ribe, fik Thomissøn desuden løfte om det første kannikedømme, som blev ledigt i kapitlet sammesteds, et løfte, der dog først blev indfriet tre år efter. I sikker forventning om, at kongens anbefaling til universitetet ville bære sin frugt, opgav Thomissøn i marts 1561 sit embede ved Ribe skole og begav sig til København, hvor han var så heldig, pinseaften samme år, at blive kaldet til sognepræst ved Vor Frue Kirke, hvorpå han kort efter valgtes til provst i Sokkelund Herred, der dengang også omfattede København.
Som «Sjællands Stifts øverste Provst» kom han siden til ved givne lejligheder at fungere som biskoppens medhjælper eller vikar. 1572 blev han af Niels Hemmingsen kreeret til bakkalavr i teologien, og samme år stod han biskop Poul Madsen bi ved dronning Sophies kroning. I sin embedsvirksomhed var han nidkær og duelig, hvorfor han også nød stor anseelse. Kongen skal have ønsket ham til biskop i Ribe, dengang ovennævnte Poul Madsen 1569 kaldedes der fra til Sjællands bispestol; men da købstadpræsterne i Ribe Stift valgte en anden mand, stadfæstede kongen dog deres valg.
Det var Niels Hemmingsens plan, at Thomissøn med tiden skulle afløse ham ved universitetet; men deraf blev der dog ikke noget, da Thomissøn døde længe før sin gamle velynder.

## "Den danske Salmebog" 1569
Størst fortjeneste af samtid og eftertid har Thomissøn vundet ved udgivelsen af Den danske Salmebog, trykt i København 1569, hvori han har samlet en rig skat af reformationsårhundredets salmedigtning, dels optaget fra ældre samlinger, dels nu første gang trykt. Salmebogen indeholdt i alt 269 salmer, hvoraf de 8 var på latin, resten på dansk. Forfatterne var overvejende gejstlige men også borgerlige og adelige, blandt andre Elsebe Krabbe, gift med admiral Peder Skram. Der var overvejende tale om oversættelser eller bearbejdelser af tyske salmer, bibelvers samt gamle hymner, hvis katolske blev revideret.
"Af de 150 ny Salmer, hvormed han forøgede sin Samling, leverede han selv omtrent en Tredjedel, som han dels selv digtede, dels omarbejdede af ældre danske, dels oversatte fra Latin og Tysk. Var han end ingen stor Salmedigter, saa var han dog den største i sin Tid, hvem det ikke kan nægtes, at Udtrykket falder lettere og Rimet livligere for. Og at han i alt Fald havde mere end almindelig Sans for Salmesang, ses ikke blot af den udholdende Kjærlighed, hvormed han i en Række af Aar syslede med det Værk, der blev et Æreminde for ham, og som med Hensyn til Flid og Omhu var langt fra at fordunkles af den Kingoske Salmebog, og mindre af dennes Efterfølgere, men navnlig deraf, at han havde aabent Øre for de kristelige Toner, der fra gammel Tid af levede i Folkemunde; og kunne vi end formode, at denne Kilde til en egentlig dansk Kirkesang var langt righoldigere og kunde været ganske anderledes benyttet, saa maa vi dog ikke glemme, at det er Thomissøn, der har gjemt den danske Dagvise, har benyttet flere Helgenviser og af Hr. Mikkels Rim uddraget Salmer, der i lang Tid hørte mellem vore Fædres de kjæreste."
C. J. Brandt (1846)"
Efter at salmebogen var udkommet, befalede kongen alle rigets bisper at sørge for, at et eksemplar af den blev anskaffet til enhver kirke, og at den skulle bruges i alle skoler, samt at ingen andre salmebøger førtes til købs på markeder eller andensteds, så vidt deres stifter strakte sig. I lange tider blev Thomissøns salmebog da også, om ikke den eneste kilde, så dog hovedkilden til al kristelig salmesang her i landet så vel som i Norge. I 1699 blev den afløst af Kingos salmebog.
I sammenligning med den var hans øvrige forfattervirksomhed af mindre betydning; dog kan det bemærkes, at der endnu bevares en håndskreven samling af danske ordsprog, som tillægges ham. En ligtale, som han 1573 holdt over den unge grev Günther af Barby, udkom senere under titel: "Trøst af Guds Ord for dem, som af deres venners dødelige Afgang bedrøves". Dengang dette skrift kom for lyset (1577), var dets forfatter dog ikke mere i live. Thomissøn døde nemlig 22. september 1573, kun 41 år gammel, og jordedes i Vor Frue Kirke i "Professorernes Kapel", hvor der i sin tid fandtes en meget smuk gravskrift over ham, formodentlig forfattet af hans efterfølger, Rasmus Katholm der ægtede hans efterladte enke.

## Ægteskaber
Thomissøn var gift to gange: første gang 1561 med Margrethe (datter af Laurids Mikkelsen, borger i København), der døde, kun 17 år gammel, i barselseng 14. sept. 1562. Anden gang 1563 med Magdalene, datter af Mads Anchersen, borger i Ribe. Brylluppet herligedes ved en endnu bevaret samling "Epithalamia" af brudgommens lærde venner. Af sidste ægteskab var der flere børn, af hvilke sønnerne antog navnet Jæger.